# Технологический институт Южной Альберты
Технологический институт Южной Альберты (SAIT) — политехнический институт в Калгари, Альберта, Канада. SAIT предлагает более 100 программ в сфере технологий, торговли и бизнеса. SAIT является членом Polytechnics Canada и одним из 50 лучших работодателей провинции Альберта. Основанный в 1916 году, он является вторым старейшим высшим учебным заведением Калгари и первым техническим институтом Канады, финансируемым государством.

## Расположение и расширение кампуса
Главный кампус SAIT расположен на авеню 16 NW, с видом на центр города Калгари и обслуживается системой легкорельсового транспорта CTrain. У SAIT есть ещё три кампуса, расположенные в Калгари:
- Mayland Heights — расположенный на Сентр-авеню, содержит помещения для обучения по прикладным техническим специальностям (кузова автомобилей, краны и подъемники, обслуживание транспортных средств для отдыха, электричество, сантехника, железнодорожныйо транспорт).
- Кулинарный кампус — расположенный на Стивен-авеню. Здесь же функционирует рынок-магазин, где продают еду широкой публике.
- Аэроцентр Арта Смита — занимает 17 акров земли в международном аэропорту Калгари и относится к Транспортной школе университета.

Вид на кампус SAIT с южной стороны. Справа — здание сенатора Патрика Бернса[англ.], слева — зал «Наследие» и центр кампуса.

## Академические программы

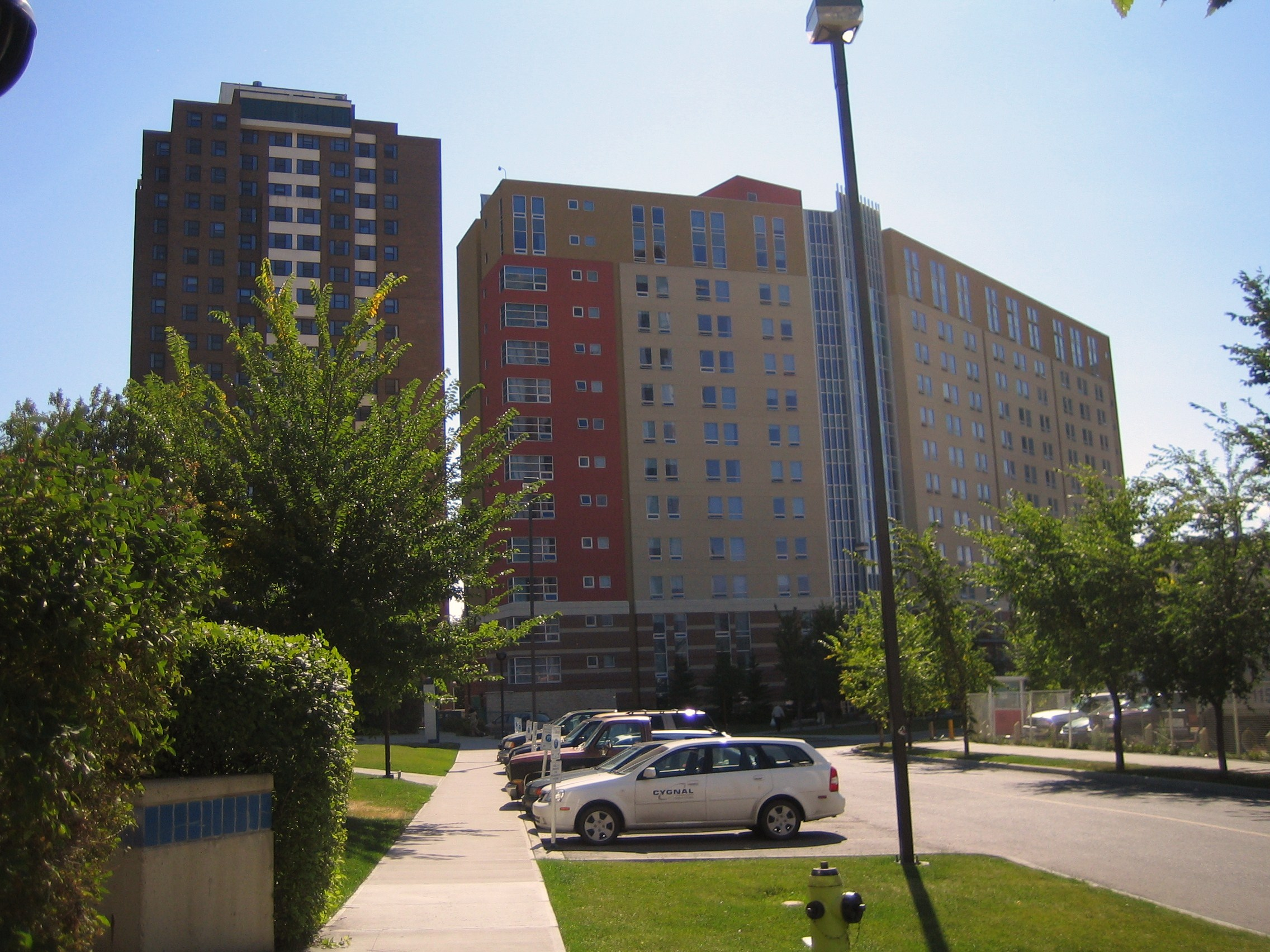
Здания студенческих общежитий САИТ

SAIT предлагает три степени бакалавра (2019 г.), три прикладные степени, 73 программы получения дипломов и сертификатов, 37 программ ученичества и более 1000 курсов повышения квалификации и корпоративного обучения.
SAIT обеспечивает обучение учащихся в восьми школах:
- Школа энергетики Макфэйла
- Школа бизнеса
- Школа строительства
- Школа здравоохранения и общественной безопасности
- Школа гостеприимства и туризма
- Школа информационных и коммуникационных технологий
- Школа производства и автоматизации
- Школа транспорта
- Школа передовых цифровых технологий[4]

SAIT также имеет два центра, предназначенных для оказания поддержки студентам: Центр услуг для академических учащихся и Центр инноваций в прикладном образовании. Отдел прикладных исследований и инновационных услуг SAIT (ARIS) работает в партнерстве с промышленностью над прикладными исследованиями.
Неоготический Зал наследия (Heritage Hall) — одно из центральных зданий и историческое место на территории кампуса SAIT.
31 мая 1985 года правительство Альберты объявило Зал наследия провинциальным историческим ресурсом в соответствии с Законом об исторических ресурсах.

### Общежития
Общежития состоят из двух современных высотных зданий, расположенных в северо-восточном углу главного кампуса. Оба высотных здания имеют четыре разных плана этажа и оборудованы такими удобствами, как полностью меблированные квартиры, мини-кухни, высокоскоростной Интернет, комнаты для занятий и круглосуточная охрана.

## Известные выпускники
- Роберт Олфорд, политик
- Кен Оллред, политик
- Эван Бергер, политик
- Кэлла Карр, телеведущая
- Тед Годвин, художник и кавалер Ордена Канады
- Джейсон Хейл, политик
- Лорин Харпер, супруга бывшего премьер-министра Канады Стивена Харпера
- Дуг Хорнер, политик
- Крис Джеймисон, хоккеист
- Дэвид Джозеф, тренер по баскетболу и бывший игрок колледжа
- Рой Киюка, художник и кавалер Ордена Канады
- Грег Колодзейзик, велосипедист
- Пол Лэндри, полярный исследователь
- Эйлмер Лиземер, политик
- Колин Лоу, режиссёр
- Шейн Ласт, хоккеист
- Барри Макфарланд, политик
- Ной Миллер, игрок и тренер по водному поло
- Кайя Морстад, волейболистка
- Джон Нурсолл, теле- и киносценарист и продюсер
- Джексон Проскоу, тележурналист
- Джонатан Скотт, соведущий Property Brothers
- Джереми Сент-Луис, тележурналист
- Рон Таррант, музыкант и радиоведущий
- Джей Ди Ватт, хоккеист
- Лен Уэббер, политик
- Стюарт Вудман, ресторатор